# Algedonia mysippusalis
Algedonia mysippusalis là một loài bướm đêm trong họ Crambidae.